# 宝莲灯 (动画电影)
《宝莲灯》是上海美术电影制片厂继《大闹天宫》、《哪吒闹海》、《天书奇谭》、《金猴降妖》之后于1999年摄制并公映的一部长篇动画电影，改编自中国神话《宝莲灯》。该片于1995年下半年开始筹备，1998年正式开拍，1999年7月推向市场，总投资1200万元人民币，其剧本、人物造型、背景设计等项目都经过了反复的推敲与修改而创造出来的动画巨作。曾经海外各国等地区外购了该片，现有粤语、日语、英语等语言版本上映与发行。

## 本作概要
本片特意请来了中国大陆、香港与台湾这三地的著名歌手—刘欢、李玟、张信哲负责演绎片中的主题歌与插曲的演唱工作，同时片中登场人物的配音演员之阵容相当豪华，主要由陈佩斯、宁静、徐帆、姜文等中国影视明星来为角色配音。本片在首映后获得了巨大的成功与好评，总共赚取了2900万元人民币的票房，创下了当时的国产动画电影的票房纪录。是陷入低谷的90年代中国动画电影的一个新的起点，也是中国动画电影发展的一个新方向。该片的DVD珍藏版与VCD进入市场后，畅销率一直都名列前茅。
对该片的拍摄与制作是筹备了很多年才开始的，主创人员为了使本片更具形象化，还远赴西双版纳、敦煌、宁夏、西安、华山等地区收集创作素材。片中还加入了少量3D动画的效果使片中特技与影像效果更加得生动与华丽。
该片的上色方式也是别具一格，用色块堆积法通过不同色调的色块来构造出不同的人物与背景，线条使用了深色的色彩线来勾勒边缘。人物的表情以及动作配上优美的配乐而表现得非常生动，关于人物的上色完全利用鲜明的颜色来体现人物的身份与效果，这样的上色方式令其背景的纵深感非常的淡薄。
香港地区特别请来容祖儿、谢霆锋、张柏芝、张家辉、张达明、李力持等演员配音，亦找来当时的新人容祖儿唱出电影歌曲《燃亮我》。

## 剧情叙述
天宫中的仙女—三圣母爱上了人间的书生—刘彦昌。三圣母为了爱情，不顾二郎神的反对，带着宝莲灯下凡在圣母宫与刘彦昌相会。七年很快过去了，三圣母与刘彦昌的孩子沉香渐渐长大了，他与母亲一起过着幸福快乐的生活。一天，二郎神在宝莲灯的闪光中找到了他们，为了维护天规的威严趁三圣母不注意时捉走了沉香，三圣母发现后便上天寻子，二郎神并要挟三圣母交出宝莲灯才会放了沉香，三圣母无奈只好吹灭宝莲灯之光并交给了二郎神，结果二郎神将其镇压在华山底下。
在天宫中的沉香从土地爷口中得知了自己的身世后便立志打败二郎神，夺回宝莲灯并救出母亲。为夺回宝莲灯他机智地与两个护灯秦俑神周旋，最终夺回了母亲的宝莲灯。在天宫中同为二郎神人质的部落族长之女嘎妹的帮助下逃离了天宫，踏上了寻找母亲的道路。
在寻母的征途中，沉香经历了重重磨难，最终成为了一个英勇的少年，并拜孙悟空为师。之后在嘎妹与她的部落族人的帮助下利用二郎神的神像石煉就一把神斧，最后结合宝莲灯的神力击败了二郎神，最终用神斧将华山劈开，把母亲从华山底下解救出来。

## 配音阵容
| 角色     | 国语配音               | 备注 |
| 沉 香    | 杨 硕                  | 故事主角，三圣母与刘彦昌的孩子，纯真质朴，机敏聪慧，得知自己的身世后救母心切，在磨难和考验中逐渐成长，变得愈发诚恳坚定。经孙悟空指点，长大后的沉香学得武艺使宝莲灯重放光明，救出了母亲。 |
| 幼年沉香 | 虞鹏飞                 | |
| 二郎神   | 姜 文                  | 沉香舅舅，三圣母之兄，冷酷绝情、骄矜自负，神通广大、变化无穷，与人战斗却好耍赖使阴。反对妹妹三圣母与刘彦昌相爱，并出手阻挠外甥沉香救母。                                                 |
| 三圣母   | 徐 帆                  | 沉香之母，二郎神之三妹，本为天宫中的仙女，仁爱宽厚，为追求人间的爱情而私自带着宝莲灯下凡，爱上了书生刘彦昌，并与他成亲生了沉香。七年过去后被二郎神发现，将她压在华山底下。               |
| 孙悟空   | 陈佩斯                 | 齐天大圣，睿智机敏，西天取经归来已成鬥戰勝佛，仍流露调侃活泼的猴性，因沉香四处寻访拜师而指点并暗中帮助他实现了救出母亲的心愿。                                                           |
| 嘎 妹    | 聂晓哲（幼年） ；宁 静 | 倔强而带有野性，从小被二郎神劫为人质，对二郎神的憎恨使她勇敢地帮助沉香逃出天宫。在天宫关押多年后，又被放逐人间继承雕神像的苦役。长大的嘎妹更加刚毅，敢爱敢恨。                           |
| 假道士   | 梁 天                  | 一个招摇撞骗为生的假老道，声称自己比孙悟空要厉害，假装让沉香学习穿山术而让他在石头上撞晕，之后抓走了小猴去耍把戏。                                                                       |
| 土地爷   | 崔 杰                  | 天庭的一员小官，是个可爱的小老头，爱打喷嚏，不愿直接告诉沉香他的身世，但尽全力帮助其搭救母亲。                                                                                           |
| 老妖婆   | 马 羚                  | |
| 秦俑甲   | 朱 旭                  | |
| 秦俑乙   | 江 平                  | |
| 卖饼妇   | 丁嘉丽                 | |
| 巫 师    | 马精武                 | |
| 太尉甲   | 雷恪生                 | |
| 太尉乙   | 黄小立                 | |
| 梅山兄弟 | 朱时茂                 | |
| 部落女   | 马晓晴                 | |
| 管 家    | 姚二嘎                 | |

## 创作人员
- 出品人：盛重庆
- 总监制：金国平
- 艺术指导：吴贻弓
- 制作总监：陈桂宝
- 编剧：王大为
- 导演：常光希
- 美术监督：秦一真
- 音乐总监：金复载
- 文学顾问：陈剑雨、钱运达
- 对白设计：向华
- 剧本策划：汪天云、范毅
- 造型设计：陈联运
- 配音统筹：江平
- 摄制：上海美术电影制片厂、上海电视台、上海文化发展基金会
- 绘景：李健、马圣华、李国亮、查贵根、范卫杰、俞臻彦、陈海兵、夏海琳、于志成

## 片中歌曲

### 中国大陆版
主题歌
《天地在我心》
作词：刘欢／作曲：郑方／演唱：刘欢
插曲
《想你的365天》
作词：邬裕康／作曲：李伟菘／演唱：李玟
《望月节》
作曲：金复载、董为杰／演唱：宗庸卓玛
片尾曲
《爱就一个字》
作词：陈家丽／作曲：JEAN-MICHAEL OU／演唱：张信哲

### 香港版
主题歌
《燃亮我》
作词：林夕／作曲：伍樂城／演唱：容祖儿
插曲
《跨过世界的人》
作詞：因葵／作曲：謝霆鋒／演唱：谢霆锋
《遇见日期》
作詞：馮穎琪／作曲：山本洋太／演唱：张柏芝
片尾曲
《越过黑暗》
作词：劉卓輝／作曲：陳智偉／演唱：张家辉

## 得獎記錄
- 1999年 第十九屆中國電影“金雞獎” -- 最佳美術片獎[5]
- 2000年 第六届中國電影華表獎 -- 優秀美術片獎[5]
- 2001年 第九屆中國電影童牛獎 -- 優秀美術片獎[5]
- 2001年 首屆（阿根廷）馬德普拉塔兒童及少年影片電影節“甜蜜夢想”類 -- 特別獎
- 2003年 首屆中國動畫成就獎 -- 影院片金獎